# Al-Hakl
Al-Hakl (arab. الحقل) – miejscowość w Syrii, w muhafazie Aleppo. W 2004 roku liczyła 2054 mieszkańców.